# George Loddiges
George Loddiges est un ornithologue, botaniste et un horticulteur britannique, né le 12 mars 1784 à Hackney dans Londres et mort le 5 juin 1846 dans cette même ville.

## Biographie
Il est le fils de Conrad Loddiges (v. 1738-1826) et dirige avec son frère, William Loddiges (v. 1776-1849), la pépinière familiale. Il dirige la revue Botanical Cabinet de 1817 à 1833 créé par son père. Il devient membre de la Société linnéenne de Londres en 1821. Loddiges fait paraître en 1842 Orchideae in Collection of Conrad Loddiges and Sons. John Lindley (1799-1865) lui dédie en 1833 l’espèce Acropera loddigesii de la famille des Orchidaceae.
Taxidermiste, il fait aussi commerce de spécimens d’histoire naturelle et se spécialise dans les colibris. Charles-Lucien Bonaparte (1803-1857) lui dédie le genre Loddigesia en 1850.